# Chors
Chors (auch Chers, Chrs, Churs oder Chros) ist ein slawischer Gott, der mutmaßlich den Mond verkörperte. Er gehörte neben Perun, Dažbog, Simargl, Mokosch und Stribog zu den sechs Gottheiten, deren Standbilder Fürst Vladimir I. 980 in Kiew aufstellen ließ, und wird daher zu den Hauptgöttern der Ostslawen gezählt.
Chors wird ausschließlich in russischen Quellen erwähnt. Die mittelalterlichen Autoren beschreiben ihn undeutlich: Mal wird er der „jüdische Donnerengel“ genannt (Beseda trech svjatitelej), mal soll er aus Zypern stammen (Slovo i otkrovenje) oder auch bloß ein Mensch mit göttlichen Eigenschaften sein (Chozdenje Bogorodicy). Seine eigentliche Zuständigkeit erschließt sich daraus nicht.
Der einzige konkretere Anhaltspunkt findet sich im Igorlied, in dem Fürst Wseslaw Brjatschislawitsch von Polazk (1044–1101) die Fähigkeit zugeschrieben wird, sich in einen Werwolf zu verwandeln. Er habe tagsüber die Stadt verwaltet, des Nachts sei er aber in Wolfsgestalt von Kiew nach Tmutorokan gelaufen und habe dabei „dem großen Chrs“ den Weg gekreuzt. In der älteren Literatur, die sich auf diese Überlieferung und etymologische Deutungen stützte, wurde Chors deswegen als Sonnengottheit interpretiert. Dies steht jedoch im Widerspruch zu dem Werwolfmotiv, und so wurde die gleiche Erzählung später auch gegenteilig gedeutet, nämlich dass Chors eine Mondgottheit und der Gegenpol zum Sonnengott Dažbog war.